# Wei Guan
En aquest nom xinès, el cognom és Wei.
Wei Guan (220-291 EC), nom estilitzat Boyu (伯玉), formalment Duc Cheng de Lanling (蘭陵成公), va ser un oficial administratiu de Cao Wei durant el períod dels Tres Regnes de la història xinesa. Va servir a la Dinastia Jin després del final de Cao Wei.

## Inicis i carrera
Wei Guan era procedent de la Comandància Hedong (avui en dia Yuncheng, Shanxi). El seu pare Wei Ji (衛覬) era un oficial d'alt rang de Cao Wei i un marquès, que va ser traspassat en el 229. Wei Guan va heretar el seu títol, i quan es va fer adult es convertí en un oficial administratiu també. Al llarg dels anys, es va fer conegut per la seva capacitat i va ser promogut contínuament. Després que Cao Huan va esdevenir emperador, el va ser fet el ministre de justícia, i va ser conegut pel seu pensament lògic i fort.
Quan el regent de Cao Wei Sima Zhao va encarregar a Zhong Hui i Deng Ai d'atacar Shu Han en el 263, Wei va servir com segon de Deng. Després de la caiguda de Shu Han eixe any, Zhong va planejar una revolta, i el primer pas de la seva preparació va ser acusar falsament a Deng d'uns crims. Sima Zhao, empassant-se les acusacions de Zhong, va ordenar d'arrestar a Deng, i Zhong per la línia de comandament va ordenar a Wei d'arrestar a Deng, amb l'esperança que Wei fracassaria i seria mort per Deng, sent així que Zhong podria afirmar més clarament les seves acusacions contra Deng. Wei sabia açò, i va sorprendre a Deng de nit i el va arrestar amb èxit. Quan Zhong més tard va declarar la seva revolta, Wei va fingir estar greument malalt. Zhong per tant no el va vigilar bé, i més tard, Wei participaria en un enardiment de tropes per matar a Zhong i posar fi a la revolta. Temorós que Deng prenguera represàlies cap a ell, Wei va tenir localitzat a Deng i el va matar. Quan Du Yu va denunciar públicament a Wei, en lloc d'enutjar-se i prendre represàlies en contra de Du, Wei en va visitar a Du per disculpar-se davant ell. També refusaria un feu més gran que Sima Zhao estava disposat a atorgar-li pels seus èxits.

## Carrera durant la Dinastia Jin
En el 265, Sima Zhao va faltar i va ser succeït com regent pel seu fill Sima Yan, que més tard eixe mateix any forçaria a Cao Huan a abdicar en el seu favor, acabant amb Cao Wei i establint Jin (com l'Emperador Wu). Al llarg del regnat de l'emperador Wu, Wei Guan va continuar sent un funcionari i un general militar important, servint en una varietat de funcions competentment. Com a resultat, a un dels seus germans i a un dels seus fills se'ls va concedir el títol de Marquès. Wei intentar posar en pràctica un sistema revisat de l'administració pública, on l'examinador de l'administració pública (中正) tindria menys accés als funcionaris qualificats, i el rendiment real del treball seria més elevat. Això no obstant, tot i que a l'Emperador Wu li agradaven les suggeriments de Wei, aquest no les va portar a terme.
Wei va ser un dels pocs oficials que va gosar de parlar-li sense embuts a l'Emperador Wu sobre la seva tria del príncep hereu, el seu fill Sima Zhong, que era discapacitat de desenvolupament. En una ocasió, l'Emperador Wu, després que Wei li va donar a entendre que el príncep hereu Zhong no havia de ser el príncep hereu, ell va enviar una sèrie de preguntes al Príncep Hereu Zhong que havien de ser respostes. Quan les inquisicions van ser respostes adequadament (ja que l'esposa del Príncep Hereu Zhong, la Princesa Hereva Jia Nanfeng, en tenia a algú més per respondre a les consultes dirigides al Príncep Hereu Zhong), l'Emperador Wu es va alegrar i públicament li va mostrar a Wei les respostes, fent passar molta vergonya a Wei i deixant clar als altres oficials que Wei havia dit quelcom.
Després de la mort de l'Emperador Wu en el 290, Yang Jun, el pare de l'Emperadriu Vídua Yang va assumir la regència del Príncep Hereu Zhong (que va ascendir al tron com l'Emperador Hui), però en el 291 va ser enderrocat i matat per l'Emperadriu Jia. Wei llavors va ser fet regne, juntament amb el besoncle de l'Emperador Hui, Sima Liang. Wei i Sima Liang van tractar d'adreçar el govern, però l'Emperadriu Jia va continuar interferint en els assumptes governamentals. Ells també van començar a preocupar-se pel caràcter violent del germà de l'Emperador Hui, Sima Wei, el Príncep de Chu (que va estar molt involucrat en el colp d'estat contra Yang Jun) i per la qual cosa van tractar de despullar-li del seu comandament militar, però Sima Wei va convèncer a l'Emperadriu Jia de permetre-li mantenir al seu comandament militar. L'ajudant de Sima Wei Qi Sheng (岐盛) i Gongsun Hong (公孫宏) després d'això li van contar falsament a l'Emperadriu Jia que Sima Liang i Wei havien planejat de deposar l'emperador. L'Emperadriu Jia, que ja estava ressentida per haver Wei, durant el regnat de l'Emperador Wu, suggerit que ell canviara la seva elecció al tron, també volia un control més directe sobre el govern i, per tant, decidí efectua un segon colp d'estat.
En l'estiu del 291, l'Emperadriu Jia va fer escriure personalment a l'Emperador Hui un edicte per Sima Wei, ordenant-li de destituir a Sima Liang i Wei dels seus càrrecs. De manera que les seves forces van envoltar les mansions de Sima Liang i Wei, i mentre que els subordinats dels dos homes recomanaven la resistència, tots dos van desestimar dita cosa i van ser capturats. En contra del que deia l'edicte, ambdós van ser morts—Sima Liang juntament amb el seu hereu Sima Ju (司馬矩) i Wei amb nou dels seus fills i nets. Després d'això l'Emperadriu Jia, preocupada pel poder de Sima Wei, afirmaria falsament que l'edicte havia estat falsificat per Sima Wei i tot seguit el va manar a executar. Wei Guan va ser honorat a títol pòstum i va ser creat duc.